# Holcopogon bubulcellus
Holcopogon bubulcellus is een vlinder uit de familie dominomotten (Autostichidae). De wetenschappelijke naam is voor het eerst geldig gepubliceerd in 1859 door Staudinger.
Deze vlinder komt voor in Europa.